# The Early Days
The Early Days (eller The History of Iron Maiden - Part 1: The Early Days) är en live-dvd med det brittiska heavy metalbandet Iron Maiden som släpptes den 1 november, 2004. Släppet skedde nästan exakt 25 år efter att bandet fått sitt första skivkontrakt. 
Dvd:n tar oss med från början av Iron Maidens karriär i början på 1980 då Iron Maiden spelade på pubar runt omkring i England och fram till cirka 1983 under turnén till albumet Piece of Mind. Detta är en unik samling med filmer från början av deras karriär, som skulle växa sig så stor att de efter fem år kunde åka runt om världen som huvudband. Till exempel så hittad Steve Harris den första kända inspelningen av Iron Maiden på video då de spelade på puben Ruskin Arms 1980, i en låda med massa gamla Maidenprylar.

## Låtlista

### Dvd #1

#### Live at the Rainbow(1981)
1. Ides Of March (Harris)
2. Wrathchild (Harris)
3. Killers (Di'Anno, Harris)
4. Remember Tomorrow (Harris, Di'Anno)
5. Transylvania (Harris)
6. Phantom of the Opera (Harris)
7. Iron Maiden (Harris)

#### Live atHammersmith(1982), turnénThe Beast on the Road
- Murders in the Rue Morgue
- Run to the Hills
- Children of the Damned
- The Number of the Beast
- 22 Acacia Avenue
- Total Eclipse
- The Prisoner
- Hallowed Be Thy Name
- Iron Maiden

#### Live at Rock & Pop Festival,Dortmund(1983), turnénWorld Piece Tour
- Sanctuary
- The Trooper
- Revelations
- Flight of Icarus
- 22 Acacia Avenue
- The Number of the Beast
- Run to the Hills

### Dvd #2

#### Live at The Ruskin Arms (1980)
- Sanctuary
- Wrathchild
- Prowler
- Remember Tomorrow
- Running Free
- Transylvania
- Another Life
- Phantom of the Opera
- Charlotte the Harlot

#### Extra material
- Running Free (Live on Top of the Pops, England)
- Women in Uniform (Live on Top of the Pops, England)
- Running Free (Live on Rock and Pop, Tyskland)

#### Musikvideor
- Women in Uniform
- Run to the Hills
- The Number of the Beast
- Flight of Icarus
- The Trooper

Det följer även med cirka 150 bilder och målningar, turnéplaner m.m.